# Peter Haber (atleta)
Peter Haber (6 agosto 1967) è un ex atleta paralimpico tedesco, che ha gareggiato nella categoria C7/T36/T37.

## Biografia
Affetto da paralisi cerebrale, ha gareggiato sulle distanze brevi, sia individualmente, sia in staffetta, ed è stato anche valorizzato nel salto in lungo. La sua carriera sportiva comprende tre edizioni dei Giochi paralimpici estivi (Barcellona 1992, Atlanta 1996, Sydney 2000) e il Campionato del mondo IPC di Berlino nel 1994.
Il suo esordio a Barcellona lo ha visto vincitore di tre medaglie d'oro (100, 200 e 400 metri piani) oltre a un argento nel salto in lungo. A Berlino ha ottenuto un oro nei 100 metri piani e un argento nei 200. Ad Atlanta ha raggiunto tre volte la medaglia d'argento (100 e 200 metri piani, salto in lungo). A Sydney ha concluso con la medaglia d'argento nei 100 metri piani e un piazzamento nei 200.
Per due volte ha gareggiato nella staffetta 4×100 metri: nel 1992  e nel 2000. In entrambi i casi, la gara si è chiusa con un quinto posto.

## Palmarès
| Anno | Manifestazione       | Sede       | Evento                | Risultato | Prestazione | Note |
| ---- | -------------------- | ---------- | --------------------- | --------- | ----------- | ---- |
| 1992 | Giochi paralimpici   | Barcellona | 100 m piani C7        | Oro       | 12"22       |      |
| 1992 | Giochi paralimpici   | Barcellona | 200 m piani C7        | Oro       | 24"95       |      |
| 1992 | Giochi paralimpici   | Barcellona | 400 m piani C7        | Oro       | 56"33       |      |
| 1992 | Giochi paralimpici   | Barcellona | Salto in lungo C7-8   | Argento   | 5,42 m      |      |
| 1992 | Giochi paralimpici   | Barcellona | 4×100 m C5-8          | 5º        | 56"77       |      |
| 1994 | Mondiali paralimpici | Berlino    | 100 m piani T36       | Oro       | 12"51       |      |
| 1994 | Mondiali paralimpici | Berlino    | 200 m piani T36       | Argento   | 25"60       |      |
| 1996 | Giochi paralimpici   | Atlanta    | 100 m piani T36       | Argento   | 12"45       |      |
| 1996 | Giochi paralimpici   | Atlanta    | 200 m piani T36       | Argento   | 25"30       |      |
| 1996 | Giochi paralimpici   | Atlanta    | Salto in lungo F34-37 | Argento   | 5,60 m      |      |
| 2000 | Giochi paralimpici   | Sydney     | 100 m piani T37       | Argento   | 12"38       |      |
| 2000 | Giochi paralimpici   | Sydney     | 200 m piani T37       | 4º        | 25"29       |      |
| 2000 | Giochi paralimpici   | Sydney     | 4×100 m T38           | 5º        | 50"90       |      |

## Onorificenze
Il 23 giugno 1993, con tutti gli atleti vincitori di una medaglia alle Paralimpiadi di Barcellona, è stato insignito dal Presidente della Repubblica Richard von Weizsäcker della Silbernen Lorbeerblatt (Lauro d'argento), massima onorificenza tedesca per meriti sportivi.